# Chi Long nha thảo
Chi Long nha thảo hay chi Móc bạc (danh pháp khoa học: Agrimonia) là một chi chứa khoảng 12-15 loài thực vật có hoa thân thảo sống lâu năm, thuộc họ Rosaceae, bản địa của khu vực ôn đới Bắc bán cầu, với 1 loài có ở châu Phi. Các loài cây này mọc cao tới khoảng 0,5–2 m, với các lá lông chim đứt đoạn và các hoa nhỏ màu vàng, mọc thành một chùm dạng bông, thường không phân nhánh.
Các loài Agrimonia bị ấu trùng của một số loài thuộc bộ Cánh vẩy (Lepidoptera) phá hại, như các loài bướm nhảy thuộc chi Pyrgus như Pyrgus malvae (ghi nhận trên A. eupatoria) và Pyrgus alveus.

## Các loài
- Agrimonia bicknellii
- Agrimonia coreana - long nha thảo Triều Tiên (Đông Á)
- Agrimonia eupatoria - long nha thảo châu Âu (châu Âu, châu Á, châu Phi)
  - Agrimonia eupatoria subsp. asiatica - long nha thảo hoa lớn
- Agrimonia grandis
- Agrimonia gryposepala - long nha thảo lông cao (Bắc Mỹ)
- Agrimonia hirsuta
- Agrimonia macrocarpa
- Agrimonia mollis
- Agrimonia nipponica - long nha thảo Nhật Bản, long nha thảo hoa nhỏ (Đông Á)
- Agrimonia odorata, đồng nghĩa: Agrimonia procera - long nha thảo thơm (châu Âu)
- Agrimonia parviflora - long nha thảo Mỹ (Bắc Mỹ)
  - Agrimonia parviflora var. incisa, đồng nghĩa: Agrimonia incisa - long nha thảo rạch (Bắc Mỹ)
- Agrimonia pilosa - long nha thảo, long nha thảo lông (Đông Âu, châu Á)
  - Agrimonia pilosa var. nepalensis, đồng nghĩa: Agrimonia nepalensis: long nha thảo, hoàng long vĩ, tiên hạc thảo, móc bạc Nepal
  - Agrimonia pilosa var. pilosa, đồng nghĩa: Agrimonia viscidula - long nha thảo, mãn bụi, móc bạc trĩn
- Agrimonia pringlei
- Agrimonia repens - long nha thảo ngắn (Tây Nam Á)
- Agrimonia striata - long nha thảo vệ đường (Bắc Mỹ)

## Giá trị y học
Long nha thảo được sử dụng từ lâu trong y học. Nhà thơ người Anh Michael Drayton đã từng ca tụng nó như là loại cây thuốc trị "bách bệnh".Người Hy Lạp cổ đại dùng long nha thảo để chữa trị các bệnh về mắt, và nó từng được chế làm đồ uống để trị tiêu chảy và các rối loạn liên quan tới mật, gan và thận. Người Anglo-Saxon chế ra một loại nước từ lá và hạt long nha thảo để làm lành vết thương; việc sử dụng như thế còn tiếp tục trong thời kỳ Trung cổ và sau đó, trong một bài thuốc gọi là eau d'arquebusade, nghĩa là "nước chữa trúng đạn súng hỏa mai". Sau này, long nha thảo từng được kê đơn điều trị nấm bàn chân.
Trong thế kỷ 19, tại Hoa Kỳ và Canada, loài cây này được kê đơn cho nhiều loại bệnh tật khác nhau: các bệnh da liễu, hen suyễn, ho, các loại bệnh phụ khoa và cũng như làm nước súc miệng để trị viêm họng.
Các tác giả gần đây nhận thấy long nha thảo có tác dụng làm se cục bộ đối với các vết thương, các vết loét và viêm họng và như một loại thuốc làm se có vị đắng được chỉ định cho các loại bệnh về đường tiêu hóa và bài tiết như khó tiêu, tiêu chảy, viêm ruột kết, nhiễm trùng đường bài tiết, đái dầm, sỏi thận và sỏi mật.

## Văn hóa dân gian
Tại một số nơi người ta cho rằng khi đặt long nha thảo dưới đầu thì nó sẽ làm cho người ta có giấc ngủ sâu cho tới khi bỏ nó đi.